# 7991 Kaguyahime
7991 Kaguyahime è un asteroide della fascia principale. Scoperto nel 1981, presenta un'orbita caratterizzata da un semiasse maggiore pari a 3,1392345 UA e da un'eccentricità di 0,1992620, inclinata di 1,73892° rispetto all'eclittica.